# جاي زد. نايت
جاي زد. نايت (بالإنجليزية: J. Z. Knight)‏ هي نفسية وكاتِبة أمريكية، ولدت في 16 مارس 1946 في روزويل في الولايات المتحدة.

## وصلات خارجية
- الموقع الرسمي
- جاي زد. نايت على موقع الموسوعة البريطانية (الإنجليزية)
- جاي زد. نايت على موقع إن إن دي بي (الإنجليزية)